# Samurai Marathon
Samurai Marathon (サムライマラソン, Samurai Marason) és una pel·lícula d'aventures històrica i japonesa-britànica del 2019 coescrita i dirigida per Bernard Rose i protagonitzat per Takeru Satoh, Nana Komatsu i Mirai Moriyama. Està basat en la novel·la de 2014 The Marathon Samurai: Five Tales of Japan's First Marathon d'Akihiro Dobashi, ella mateixa inspirada en la història d'origen de la Ansei Toashi cursa a peu de 30 km que se celebra anualment a Annaka City.

## Argument
El 1855, un daimyo envia els seus homes a una marató extenuant per descobrir si són prou durs per enfrontar-se als recentment arribats estatunidencs. Malentesa la seva intenció, el Shogun envia assassins.

## Repartiment
- Takeru Satoh com a Karasawa Jinnai[1]
- Nana Komatsu com la princesa Yuki[5]
- Mirai Moriyama com a Tsujimura Heikurō[1]
- Shōta Sometani com a Uesugi Hironoshin[1]
- Munetaka Aoki com a Ueki Yoshikuni[1]
- Ryu Kohata[1]
- Yuta Koseki[1]
- Motoki Fukami[6]
- Shinsuke Katō[6]
- Joey Iwanaga[6]
- Ruka Wakabayashi[6]
- Mariko Tsutsui[6]
- Mugi Kadowaki[6]
- Nao[6]
- Junko Abe[6]
- Taishi Nakagawa[6]
- Naoto Takenaka com a Kurita Mataemon[6]
- Danny Huston com a Commodore Perry[5]
- Etsushi Toyokawa com a Ioki Suketora[6]
- Hiroki Hasegawa com a Itakura Katsuakira[6]

## Estrena
La pel·lícula es va estrenar als cinemes al Japó el febrer de 2019. és tard es va presentar al Festival Internacional de Cinema d'Edimburg el juny de 2019. Well Go USA Entertainment va adquirir els drets de distribució nord-americans de la pel·lícula el juliol de 2019. La pel·lícula es va estrenar en VOD i plataformes digitals el maig de 2020.  També es va publicar en DVD i Blu-Ray als Estats Units el 21 de juliol de 2020.

## Recepció
La pel·lícula té una puntuació del 78 % a Rotten Tomatoes.  James Hadfield de The Japan Times va concedir a la pel·lícula tres estrelles de cada cinc.